# Spencers Grove
Spencers Grove est une communauté non constituée en municipalité du comté de Benton, en Iowa, aux États-Unis. 

## Source de la traduction
- (en) Cet article est partiellement ou en totalité issu de l’article de Wikipédia en anglais intitulé « Spencers Grove, Iowa » (voir la liste des auteurs).